# La Capannina
La Capannina di Franceschi, detta semplicemente La Capannina, è uno storico locale di Forte dei Marmi in provincia di Lucca molto famoso negli anni sessanta e settanta. La discoteca è in attività ed è aperta tutto l'anno.
La Capannina ha il primato come locale da ballo con ristorante più antico del mondo e non ha mai cambiato nome dall'apertura.

## Storia
Fu aperto nell'agosto 1929, quando Achille Franceschi, albergatore del posto, allestì un capanno sulla spiaggia, fino ad allora usato da un falegname come rimessa di attrezzi, sistemando tavolini, un bancone per servire bevande e un grammofono a manovella.
Si dice che Franceschi abbia fondato il locale per giocare a carte con gli amici investendoci gli ultimi risparmi rimasti dopo le cospicue spese per costruire un grand hotel ed un casinò, falliti dopo soli due mesi. L'origine del nome sarebbe dovuta alla frase "Bello questo posto, sembra proprio una capannina" detta a Franceschi da una sua amica contessa.
Il locale ebbe successo fin dall'inizio. Presso la Capannina si ritrovavano nobili (Della Gherardesca, Rospigliosi, Rucellai, Sforza, i baroni Casana o il conte Spartaco Manni, assiduo frequentatore), intellettuali (Montale, Ungaretti, Primo Levi e Leonida Repaci erano ospiti fissi per l'aperitivo prima del tramonto) ed esponenti di spicco del regime fascista, da Ettore Muti a Italo Balbo. Quest'ultimo in particolare amava planare con il suo idrovolante direttamente davanti al locale e fu tra i primi a sorseggiare il famoso cocktail Negroni. In breve La Capannina divenne uno dei più prestigiosi ritrovi dell'Italia estiva.
Dopo un grosso incendio, avvenuto nel 1939, La Capannina fu completamente ricostruita su progetto di Maurizio Tempestini.
Negli anni del boom economico, il locale ospitò spettacoli degli artisti nazionali e internazionali più in voga (Édith Piaf, Patty Pravo, Ray Charles, Peppino di Capri, Fred Bongusto, Gloria Gaynor) ed ebbe come ospiti i maggiori industriali del momento (Agnelli, Barilla, Marzotto, Moratti, Riva).
Nel 1961, Franceschi scritturò la nuova orchestra del maestro Marcello Cortopassi (figlio del maestro Domenico) per ripercorrere i fasti del suo locale.
Nel corso degli anni il locale ha fatto da set ad alcuni film estivi tra i quali Sapore di mare e Abbronzatissimi con Jerry Calà, in seguito (dal 1997) ospite fisso in Capannina con le sue serate di piano bar per molti anni.
Dopo il periodo di massimo splendore negli anni sessanta e settanta, La Capannina fu ceduta da Franceschi a Gherardo e Carla Guidi, che tuttora gestiscono il locale, senza aver effettuato rilevanti modifiche nella struttura che è praticamente ancora quella del dopoguerra.
Nel 2011 era in previsione un film-documentario sulla vita di Nevio Franceschi (interpretato dall'attore Ivano Marescotti), figlio dell'ideatore della Capannina Achille, che sarebbe stato girato in Versilia, ma al 2023 la notizia non ha avuto seguito.